# 陈庭元
陈庭元（1925年—2007年），男，江苏建湖人，中华人民共和国政治人物，曾任安徽省人大常委会副主任，第六届全国人大代表。